# Граф Монте-Кристо (фильм, 2024)
«Граф Монте-Кристо» (фр. Le Comte de Monte-Cristo) — французский приключенческий фильм 2024 года, экранизация одноимённого романа Александра Дюма. Сценаристами и режиссёрами фильма стали Матье Делапорт и Александр де Ла Пательер, главную роль сыграл Пьер Нинэ.
На соискание французской национальной кинопремии «Сезар» в 2025 году фильм представлен в 14 номинациях.

## Сюжет
Во времена гонений посредников Наполеона 22-летний моряк Эдмон Дантес возвращается из плавания в Марсель. По пути в порт он спасает девушку, при которой было письмо от Наполеона. В Марселе его ждет возлюбленная Мерседес, и они хотят обручиться. Судовладелец Моррель, восхищённый храбростью Эдмонта, назначает его капитаном корабля, что вызывает зависть и ненависть бывшего капитана и его помощника, которые пишут донос на него, как на бонапартистского шпиона. Эдмон схвачен прямо в церкви во время венчания с Мерседес. Он объявлен заговорщиком и без суда посажен в тюрьму замка Иф. Там он знакомится с аббатом Фариа, который владеет тайной несметных сокровищ ордена Тамплиеров. Через 14 лет ему удаётся бежать и завладеть кладом, спрятанными на острове Монтекристо. Ему предстоит отомстить тем, кто ложно обвинил его.

## В ролях
- Пьер Нинэ — Эдмон Дантес
- Бастьен Буйон — Фернан де Морсер
- Анаис Демустье — Мерседес Эррера
- Лоран Лафитт — Жерар де Вильфор
- Пьерфранческо Фавино — Аббат Фариа
- Анамария Вартоломеи — Гайде
- Патрик Милле — Данглар
- Вассили Шнайдер — Альбер де Морсер
- Жюльен Де Сен Жан — Андре

## Производство
О начале работы над фильмом стало известно в ноябре 2020 года. Авторами сценария и режиссёрами будущей экранизации классического произведения Дюма стали Матьё Делапорт и Александр де Ла Пательер, а продюсерами — компании Pathé Films и Chapter 2. Сопродюсерами проекта выступают компании M6 Films и Fargo Films.
Пьер Нини получил главную роль в феврале 2023 года. В июле 2023 г. роли в фильме получили Анаис Демустье, Лоран Лафитт, Анамария Вартоломеи, Бастьен Буйон, Патрик Милле, Василий Шнайдер и Жюльен де Сен-Жан.
Съёмки начались летом 2023 года.
Мировая премьера фильма состоялась на 77-м Каннском кинофестивале. Фильм заслужил почти 11-минутную овацию по окончании показа.
Премьера во Франции состоялась 28 июня 2024 года.
Также фильм был показан на 28-м Международном кинофестивале Fantasia 19 июля 2024 года.